# Monasticon Gallicanum
Il Monasticon Gallicanum è una raccolta di 168 tavole incise con vedute topografiche rappresentanti i 147 monasteri dell'Ordine di San Benedetto, Congregazione di San Mauro e due mappe degli insediamenti benedettini in Francia.
Queste tavole furono realizzate su richiesta di Dom Michel Germain nel XVII secolo e riprodotte da Achille Peigné-Delacourt nel 1870.

## La creazione di Dom Michel Germain

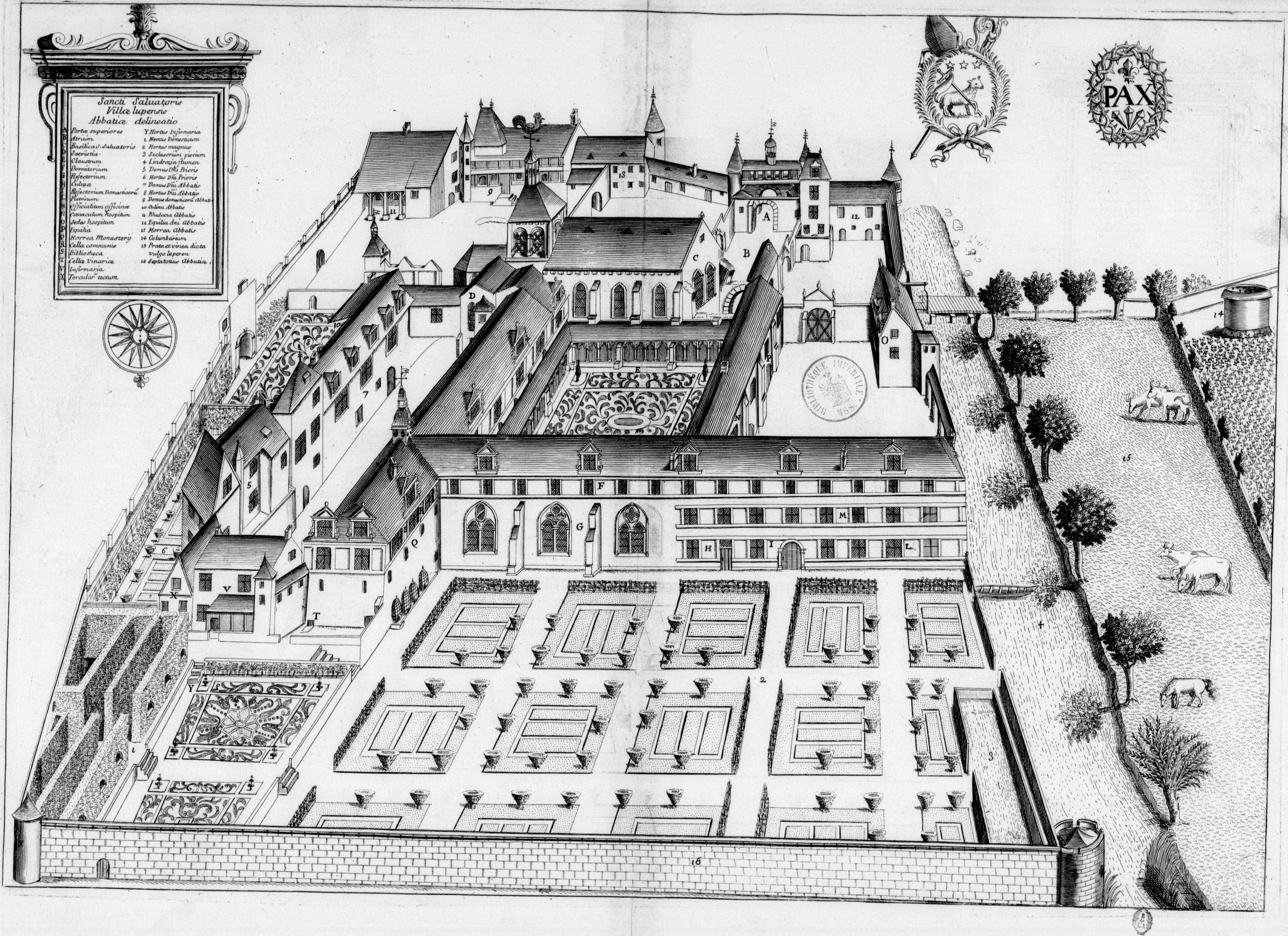
Pianta dell'antica abbazia di Saint-Sauveur de Villeloin nel XVII secolo, Monasticon Gallicanum.

Notevoli opere storiografiche sono state realizzate dai membri della Congregazione di San Mauro, come François Pommeraye su Saint-Ouen de Rouen, Jean Huynes su Saint-Florent de Saumur e su Mont-Saint-Michel, da Noël Mars su Saint -Laumer de Blois, da Michel Félibien su Saint-Denis, da Edmond Martène su Marmoutier e da Dom Jacques Bouillard su Saint-Germain-des-Prés. Ma, lungi dal poter realizzare un'opera della stessa levatura per tutte le abbazie e i priorati dell'ordine, fu Dom Michel Germain, amico di Jean Mabillon, a realizzare il Monasticon Gallicanum.
A partire dal 1670 Germain fece redigere note particolareggiate accompagnate da tavole incise, allo scopo di scrivere una storia generale delle abbazie francesi della Congregazione di San Mauro. Quando morì, il 23 gennaio 1694 (era nato a Péronne il 28 agosto 1645), la maggior parte delle note erano redatte e le tavole realizzate.
L'opera progettata doveva portare il titolo Monasticon gallicanum, seu Historiae monasteriorum Ordinis sancti Benedicti in compendio redactae, cum tabulis topographicis centum et octoginta monasteriorum. Il Monasticon Gallicanum era costituito da due parti, ossia da un testo storico, e da tavole rappresentanti visivamente le abbazie e i priorati della Congregazione.
Nell'inventario dei manoscritti latini di Saint-Germain-des-Prés presenti nella Biblioteca nazionale di Francia redatto da Léopold Delisle si citano quattro documenti:
- ms. Latino 11818 e ms. Latino 11819, due volumi di testi,
- ms. Latino 11820 e ms. Latino 11821, due volumi di tavole. Esemplare con lo stemma dell'abbazia di San Vittore di Parigi, proveniente dalla Bibliothèque de l'Arsenal, contenente 138 tavole. Le tavole sono state oggetto di uno studio di Louis Courajod: esse mostrano l'aspetto dei luoghi nel XVII secolo; molte di queste abbazie sono scomparse o hanno cambiato completamente aspetto.
I testi, conservati sotto forma di quaderni isolati e fogli sciolti, furono utilizzati nel corso del XVIII secolo da diversi benedettini che non sempre ebbero cura di ricollocarli nei faldoni di appartenenza. Questo disordine ebbe l'effetto di disperdere i testi e di mandarne smarriti un certo numero.
La stessa sorte toccò alle tavole: ne furono effettuate poche stampe e le matrici scomparvero senza lasciare traccia. Una decina sono le raccolte scoperte e riordinate da diversi appassionati del XVII e XVIII secolo, che vi mescolarono quasi sempre stampe estranee all'opera.
Secondo Louis Courajod, sono sopravvissute una decina di copie di collezioni di tavole, tutte con lievi differenze nella composizione:
1. Biblioteca Nazionale, mss. latini 11820-11821,
2. Biblioteca Nazionale, Cabinet des stamps, copia mediocre proveniente dalla biblioteca dell'abbazia di Sainte-Geneviève, contenente 155 tavole
3. Biblioteca Mazzarino, copia proveniente da Notre-Dame-des-Blancs-Manteaux di Parigi e contenente 175 tavole
4. Biblioteca del Senato, copia contenente diverse tavole aggiuntive della collezione di Charles-Gilbert Morel de Vindé
5. Biblioteca dell'École nationale supérieure des beaux-arts, copia proveniente dalla vendita della collezione del conte di Toustain, donata da Joseph-Michel Le Soufaché
6. Biblioteca di Reims, copia proveniente dall'abbazia di Saint-Nicaise di Reims. Contiene 158 tavole, 23 delle quali non appartengono al Monasticon Gallicanum
7. Una copia dell'abbazia di Saint-Corneille di Compiègne. Fu ritrovata nel vescovado di Beauvais, incompleta e mal conservata
8. Collezione Lesouëf, a Parigi. La copia apparteneva a Hippolyte Destailleur. Contiene 150 tavole su 152, e una cinquantina di tavole aggiuntive
9. Copia della Cattedrale di York
10. Copia Rothschild 3096 contenente 183 tavole non numerate[5], con marchio di provenienza di Herman Vos (Herman Vossius, morto nel 1741).

## La riedizione di Peigné-Delacourt nel 1870
Achille Peigné-Delacourt si era accorto dell'importanza dei disegni incisi nell'opera di Dom Germain e trovò utile moltiplicarne le copie per metterle a disposizione di antiquari, studiosi e semplici curiosi.
Nel 1860 pubblicò una riproduzione dei disegni relativi ai monasteri della provincia di Reims. Si ripromise quindi di pubblicare tutte le tavole incise, rimuovendo con cura tutte le stampe estranee che gli antichi dilettanti avevano aggiunto alle loro copie. Fu Louis Courajod, archivista paleografo, addetto al dipartimento delle stampe della biblioteca imperiale, a determinare quali pezzi appartenessero realmente al Monasticon Gallicanum durante la sua prima ristampa del 1870. Peigné-Delacourt trovò il modo di riprodurre le tavole a dimensioni dimezzate pur mantenendo il rigore assoluto e la chiarezza dei più piccoli dettagli dei disegni originali.